# Seznam italijanskih dramatikov
Seznam italijanskih dramatikov.

## A
- Vittorio Alfieri
- Gabriele d`Annunzio
- Pietro Aretino

## B
- Ugo Betti
- Massimo Bontempelli
- Massimiliano Bruno

## C
- Achille Campanile
- Ruggero Cappuccio
- Romeo Castellucci
- Guido Ceronetti

## D
- Gabriele D'Annunzio
- Eduardo De Filippo

## E
- Davide Enia

## F
- Diego Fabbri
- Rocco Familiari (gled. režiser, dramaturg...)
- Paolo Ferrari
- Eduardo de Filippo
- Dario Fo
- Giovacchino Forzano

## G
- Carlo Goldoni
- Carlo Gozzi
- Giovanni Battista Guarini

## I
- Luigi Illica

## M
- Curzio Malaparte
- Nino Manfredi
- Amerigo Manzini (komediograf)
- Alessandro Manzoni
- Giuseppe Marotta
- Stefano Massini
- Giovanni Meli
- Vincenzo Monti

## N
- Aldo Nicolaj

## P
- Enrico Pea
- Silvio Pellico
- Luigi Pirandello

## S
- Manlio Santanelli
- Leonardo Sciascia
- Ignazio Silone
- (Giorgio Strehler - gled. režiser)

## T
- Giovanni Testori
- Gian Giorgio Trissino

## V
- Franca Valeri
- Turi Vasile